# Les Gummi
Les Gummi (Disney's Adventures of the Gummi Bears ou The Gummi Bears) est une série télévisée d'animation américaine en 63 épisodes de 22 minutes en ajout de 30 segments, produite par les studios Walt Disney Animation Japan et diffusée entre le 14 septembre 1985 et 1988 (quatre premières saisons) sur le réseau NBC, la cinquième saison (1989-1990) sur le réseau ABC, puis la sixième saison (1990-1991) en syndication.
En France, la série a été diffusée à partir du 9 septembre 1986 dans Les après-midi du Disney Channel sur FR3. Rediffusion à partir du 1er janvier 1989 dans Spécial Disney sur TF1. Rediffusion à partir du 7 janvier 1990 dans Le Disney Club sur TF1.
En 1991, l'attraction Motor Boat Cruise de Disneyland, fermée définitivement en 1993, reçoit le thème de la série.

## Synopsis
Cette série raconte l'histoire d'une petite bande d'ours anthropomorphes qui vivent dans la forêt, dans un monde fantastique. Avec l'aide d'un jeune humain, ils s'attaquent à une bande d'ogres commandée par un méchant chevalier. Grâce à une potion magique, la « gummiboise », ils deviennent rapides et forts.

## Voix françaises
- Sophie Arthuys : Cavin
- Françoise Vallon : Sunni, Princesse Calla
- Monique Thierry : Cubbi
- Max André : Zummi, Duc Sigmund Igthorn
- Dominique Mac Avoy : Grammi, Toadwart
- Jacques Dynam, puis Richard Leblond : Gruffi
- Roger Crouzet : Tummi
- Edmond Bernard : Sir Tuxford (VO : Roger C. Carmel)
- Raoul Delfosse : Roi Gregor (incertain)
- Mathieu Rivolier : Unwin
- Christian Pelissier : voix additionnelles

## Personnages

### Personnages principaux
La bande des Gummi est composée de sept ours :
- Gruffi : le chef de la bande, il est perfectionniste et conservateur. C'est un manuel, il se querelle souvent avec Grammi.
- Zummi : Le sorcier du groupe, il oublie souvent ses sorts.
- Grammi : La cuisinière et une vraie mère pour la bande, elle prépare la « gummiboise ».
- Tummi : Un jeune glouton.
- Sunni : La jeune adolescente. Sunni est la meilleure amie de la princesse Calla.
- Cubbi : Le plus jeune des Gummi, il veut devenir un chevalier.
- Augustus « Gusto » : Arrive dès le premier épisode de la saison 3. C'est un Gummi aristo et individualiste.

### Personnages humains
- Cavin : Ce jeune homme est l'écuyer de Sir Tuxford, le chevalier le plus puissant de la cour du roi Gregor. Cavin devient l'ami de Cubbi qui veut être chevalier. Cavin a en sa possession l'amulette qui ouvre le grand livre des Gummies, il l'a hérité de son grand-père. En secret, Cavin est amoureux de la princesse Calla.
- Princesse Calla : Elle est la fille du roi Gregor. Calla suit Cavin et rencontre les Gummies, elle devient leur amie, surtout avec Sunni.

### Personnages méchants
- Duke Sigmund Igthorn : Un chevalier de Dunwyn, mais qui a dû s'exiler après avoir conspiré contre le roi Gregor. Il trouve refuge au château Drekmore et forme une armée d'ogres. Il essaie de conquérir le royaume de Dunwyn mais tous ses plans sont contrecarrés par les Gummi.
- Toadwart « Toadie » : C'est un ogre de petite taille qui seconde Duke Sigmond Ightorn.

## Épisodes

### Première saison (1985-1986)
1. Un nouveau départ (A New Beginning)
2. Le sinistre sculpteur / L'incarnation lumineuse (The Sinister Sculptor / Zummi Makes it Hot)
3. Le dragon / La flûte magique (Someday My Prints Will Come / Can I Keep Him?)
4. Comme un oiseau en cage (A Gummi In A Gilded Cage)
5. L'oracle et le géant / La pierre magique (The Oracle / When You Wish Upon a Stone)
6. Le chapeau changeur (A Gummi by Any Other Name)
7. Loupi le loup / La chasse au sanglier (Loopy, Go Home / A-Hunting We Will Go)
8. La clôture ou l'épouvantail / La nuit de la gargouille (The Fence Sitter / Night of the Gargoyle)
9. Le secret de la « Gummiboise » (The Secret Of The Juice)
10. Gentil Gruffi / Le duel des sorciers (Sweet and Sour Gruffi / Duel Of The Wizards)
11. Coucou c'est moi / Le grand voyage de Toadie (What You See Is Me / Toadie’s Wild Ride)
12. Bulles, bulles, bulles / Un Gummi dans l'ailleurs (Bubble Trouble / Gummi in a Strange Land)
13. Pour que la lumière soit (Light Makes Right)

### Deuxième saison (1986-1987)
1. En route pour le pays des grands Gummi (Up, Up, And Away)
2. Plus rapide qu'un Tummi / Pour quelques Louis d'or de plus (Faster Than A Speeding Tummi / For A Few Sovereigns More)
3. Un piège pour les Trolls / Qui dort perd (Over The River And Through The Trolls / You Snooze, You Lose)
4. La vengeance (The Crimson Avenger)
5. Un chevalier très étonnant / Ne les donnez pas aux ogres (A Hard Dazed Knight / Do Unto Ogres)
6. Qui sera ensorcelé (For Whom The Spell Holds)
7. Les oursons perdus / Devine quel Gummi vient dîner (Little Bears Lost / Guess Who’s Gumming to Dinner?)
8. Le pont de la rivière Gummi (My Gummi Lies Over The Ocean)

### Troisième saison (1987-1988)
1. Un secret mal gardé / Révolution à Drekmore (Too Many Cooks / Just A Tad Smarter)
2. Changement de rôle / La sorcière était trop belle (If I Were You / Eye Of The Beholder)
3. Un magicien en herbe / Le pommier d’or (Presto Gummo / A Tree Grows In Dunwyn)
4. Les insectes ravageurs (Day Of Beevilweevils)
5. Igthorn et le monstre marin / Gruffi et son double (Water Way To Go / Close Encounters Of The Gummi Kind)
6. Un faiseur de neige / Un fantôme dans les biscuits (Snows Your Old Man / Boggling The Bears)
7. Les chevaliers de Gumadoune (The Knight's Of Gummidoon)
8. Rigolin / Un si gentil oiseau (Mirthy Me / Gummi Dearest)

### Quatrième saison (1988-1989)
1. Les Gummi en Chine (The Magnificent Seven Gummies)
2. Grami fait la sourde oreille / Carnaval à Dunwyn (Music Hath Charms / Dress For Success)
3. Cubbi et le chevalier fantôme / Grammi aime s'amuser (A Knight To Remember / Gummies Just Want To Have Fun)
4. Le plus bel endroit du monde / Le portrait du roi (There's No Place Like Home / Color Me Gummi)
5. Rira bien qui rira le dernier (He Who Laughs Last)
6. La course d'obstacles / Le vengeur écarlate (Tummi's Last Stand / The Crimson Avenger Strikes Again)
7. Baby-boom chez les ogres / Le chevalier blanc (Ogre Baby Boom / The White Knight)
8. Gruffi passe à l'attaque / Le grand tournoi (Good Neighbor Gummi / Girl's Knight Out)
9. Cubbi a des ailes (Top Gum)
10. Le serpent de mer (Gummi's At Sea)

### Cinquième saison (1989-1990)
1. L'elixir du docteur Dexter / Au dodo le géant (A Gummi A Day Keeps The Doctor Away / Let Sleeping Giants Lie)
2. Sur la route d'Ursulla (Road to Ursalia)
3. Igthorn est amoureux / Gruffi architecte (Bridge On The River Gummi / Life Of The Party)
4. Mon royaume pour une tartelette / Le monde selon Justo (My Kingdom For A Pie / The World According To Gusto)
5. Ogre pour un jour (Ogre For A Day)
6. Le magicien de pierre / La reine des pimbêches (Princess Problems / A Gummi Is A Gummi's Best Friend)
7. Cubbi et la chasse au trésor (Beg, Burrow, And Steal)
8. Retour à Ursulla (Return To Ursalia)

### Sixième saison (1990-1991)
1. Le tourniquet de Tuxford (Tuxford’s Turnaround)
2. L'araignée monstrueuse (Thornberry to the Rescue)
3. L'armure magique (Toadie the Conqueror)
4. Grammi serre les boulons (A Gummi’s Work Is Never Done)
5. Catastrophes en série / Nouvelle cuisine (Zummi in Slumberland / A Recipe for Trouble)
6. La grande couverture des anciens Gummi / Patchwork Gummi (Patchwork Gummi)
7. La reine des Carpies (Queen of The Carpies)
8. L'art de rajeunir (Rocking Chair Bear)
9. Le vengeur écarlate frappe encore (Once More The Crimson Avenger)
10. Frère Tummi / Le montreur de Tummi (Friar Tum / Never Give a Gummi an Even Break)
11. Gritty mon ami (True Gritty)
12. Le chevalier blanc (Trading Faces)
13. Tummi est amoureux (Tummi Trouble)
14. Les aventures de bébé Zéphyr (Wings Over Dunwyn)
15. La meilleure princesse (May The Best Princess Win)
16. L'épreuve de la bravoure (The Rite Stuff)
17. Le roi Igthorn [1/2] (King Igthorn [1/2])
18. Le roi Igthorn [2/2] (King Igthorn [2/2])

## Diffusion

### États-Unis
- La diffusion des Gummi commence le 14 septembre 1985 sur la NBC pour les quatre première saisons. La série est passée sur ABC pour une saison de 1989 à 1990 (à côté des Nouvelles Aventures de Winnie l'ourson) et la sixième et dernière saison est diffusée en syndication entre le 10 septembre 1990 et le 22 février 1991.

### France
- La série débute en France le 9 septembre 1986 sur FR3 dans Le Disney Channel.

- Le 1er janvier 1989, la série est passée sur TF1 dans l'émission Spécial Disney. Le 7 janvier 1990, elle s'intègre dans le Disney Club produite par Walt Disney Company mécontente du concept de l'émission précédente.

## Commentaires
- La situation scénaristique des derniers épisodes de la série avec Sunni captive du Roi Igthorn est graphiquement et scénaristiquement similaire à celle de la harpe enchantée, du géant Willie et de la clef caché dans la poche de veste du géant de la séquence Mickey et le Haricot magique de Coquin de printemps (1947)[2].

- La Gummiboise est similaire a la Potion magique d'Astérix car elle donne une force surhumaine a celui qui la boit, cependant elle permet aux Gummies de rebondir mais pas aux humains.